# フリースラント州

フリースラント州
Provincie Friesland
Provinsje Fryslân

フリースラント州（フリースラントしゅう、オランダ語: Friesland [ˈfrislɑnt] ( 音声ファイル)、西フリジア語: Fryslân [ˈfrislɔ̃ːn] ( 音声ファイル)）は、オランダ北部の州。州都はレーワルデン。北は北海に面し、西はアイセル湖を挟んで北ホラント州と向かい合い、南はフレヴォラント州とオーファーアイセル州、南東はドレンテ州、東はフローニンゲン州と境界を接する。フリースラント州は、他の11州と異なり、オランダ語の他にフリジア語も公用語としている。

## 州名
1997年1月1日以降、フリジア語による名称、Provinsje Fryslânも州の公式名称となり、オランダ語名と併用されている。さらに、2004年11月以降は、国のレベルでも公式に使用されるようになった。
州名は、フリース人の国という意味。
標準的なオランダ語発音をカタカナ表記化すると「フリースラント」であり、日本語でもこの表記がされることが多い。しかし、「フリースランド」と表記されることの方が、より多い。その他、「フリスラント」「フリスランド」とも表記される。
牛の品種である、ホルスタインフリーシアンも、この州名に由来する。

## 基礎自治体
2019年1月1日現在、フリースラント州は18の基礎自治体（ヘメーンテ）からなる。
1. アッカルスペレン (Achtkarspelen)
2. アーメラント (Ameland)
3. ダントゥマデール (Dantumadeel)
4. デ・フリーセ・メーレン (De Friese Meren) - 2014年にレムステルラント（Lemsterland）、スカルステルラン (Skarsterlân) およびハーステルラン＝スレアト (Gaasterlân-Sleat) の各市が合併し誕生
5. ハルリンゲン (Harlingen)
6. ヘーレンフェーン (Heerenveen)
7. レーワルデン (Leeuwarden)
8. 北東フリースラント (Noardeast-Fryslân)
9. オーストステリングウェルフ (Ooststellingwerf)
10. オプステルラント (Opsterland)
11. スヒールモニコーフ (Schiermonnikoog)
12. スマルリンゲルラント (Smallingerland)
13. 南西フリースラント (Súdwest-Fryslân)
14. テルスヘリング (Terschelling)
15. ティーチエルクステラデール (Tietjerksteradeel)
16. フリーラント (Vlieland)
17. ワートフケ (Waadhoeke)
18. ウェストステリングウェルフ(Weststellingwerf)

## スポーツ

### サッカー
フリースラント州に本拠地を置くプロ・サッカークラブ。1部リーグ（エールディヴィジ）と2部リーグ（エールステ・ディヴィジ）の双方を含む。
- SCヘーレンフェーン - ヘーレンフェーン
- カンブール・レーワルデン - レーワルデン

### フィーエルヤッペン
フィーエルヤッペン (fierljeppen) とは、棒高跳びのようにして運河を渡るフリースラントの伝統的なスポーツ。

### カーツェン
カーツェン (kaatsen) とは、フリースランド式ハンドボール。「Kaatsen」という動詞は「跳ね返る」という意味。